# Рехова (община Корча)
Рехова (на албански: Rehova или Rehovë) е село в Албания, община Корча, област Корча.